# Communes de la wilaya de Bouira
Pour les articles homonymes, voir Bouira (homonymie).
Pour les autres communes, voir Liste des communes d'Algérie.
Liste des 45 communes de la Wilaya de Bouira par ordre alphabétique, avec leur Daïra lorsqu'elle est connue :
- Aïn Bessem
- Hanif
- Aghbalou
- Aïn El Hadjar
- Ahl El Ksar
- Aïn Laloui
- Ath Mansour
- Aomar
- Aïn El Turc
- Aït Laziz
- Bouderbala
- Bechloul
- Bir Ghbalou
- Boukram
- Bordj Okhriss
- Bouira
- Chorfa
- Dechmia
- Dirrah
- Djebahia
- El Hakimia
- El Hachimia
- El Adjiba
- El Khabouzia
- El Mokrani
- El Asnam
- Guerrouma
- Haizer
- Hadjera Zerga
- Kadiria
- Lakhdaria
- M'Chedallah
- Mezdour
- Maala
- Maamora
- Oued El Berdi
- Ouled Rached
- Raouraoua
- Ridane
- Saharidj
- Sour El Ghouzlane
- Souk El Khemis
- Taguedit
- Taghzout
- Zbarbar